# Artibeus anderseni
Artibeus anderseni är en däggdjursart som beskrevs av Wilfred Hudson Osgood 1916. Artibeus anderseni ingår i släktet Artibeus, och familjen bladnäsor. IUCN kategoriserar arten globalt som livskraftig. Inga underarter finns listade i Catalogue of Life. Arten tillhör undersläktet Dermanura som ibland godkänns som släkte.
Denna fladdermus förekommer i Sydamerika öster om Anderna. Utbredningsområdet sträcker sig från centrala Brasilien till Colombia, Ecuador, Peru och Bolivia. I bergstrakter når arten 1300 meter över havet. Habitatet utgörs av regnskogar, molnskogar, andra skogar och trädgårdar. Artibeus anderseni äter främst frukter. Den vilar gömd under stora blad.